# Henry Selick
Henry Selick   (Glen Ridge, 30 de novembre de 1952) Charles Henry Selick, és un director, productor i escriptor nord-americà de stop motion, conegut per dirigir les pel·lícules d'animació en stop-motion Malsons abans de Nadal (1993), James i el préssec gegant (1996), i Coraline (2009). Va estudiar al Programa d'Animació Experimental de l'Institut de les Arts de Califòrnia, sota l'orientació de Jules Engel.

## Biografia
Selick va néixer a Glen Ridge, Nova Jersey, fill de Melanie (née Molan) i de Charles H. Selick. Va ser criat a Rumson. Selick va fer poc, però va dibuixar entre els 3 i els 12 anys. La seva fascinació per l'animació va arribar quan era jove, en veure la pel·lícula d'animació en stop motion de Lotte Reiniger: Les aventures del príncep Ahmed i les criatures animades de Simbad i la princesa de Ray Harryhausen. Es va graduar a l'Institut Rumson-Fair Haven el 1970.
Després d'estudiar ciències a la Universitat Rutgers de Nou Brunswick i art a la Universitat de Syracuse i a Central Saint Martins College of Art and Design de Londres, Selick finalment es va matricular al Institut de les Arts de Califòrnia (CalArts) per estudiar animació. Les seves dues pel·lícules com a estudiant: Phases i Tube Tales, van ser nominades als Student Academy Awards.

## Obra cinematogràfica

### Disney
Després dels seus estudis acadèmics, va anar a treballar per a Walt Disney Pictures com a "tweening" i animador en pel·lícules com Pete's Dragon i The Small One. Es va convertir en tot un animador a carreg de Glen Keane a The Fox and the Hound. Durant l'etapa a Disney, va conèixer i treballar amb animadors com Tim Burton, Rick Heinrichs, Jorgen Klubien, Brad Bird, John Musker, Dan Haskett, Sue i Bill Kroyer, Ed Gombert i Andy Gaskill. Anys després, va afirmar que va aprendre molt per millorar els seus coneixements de dibuix, animació i narració de contes de la llegenda de Disney, Eric Larson.

### Treball autònom
Amb una subvenció de la National Endowment for the Arts, Selick va aconseguir fer el curtmetratge Seepage, que va guanyar un premi. Després, va passar diversos anys de manera autònoma a la Bay Area, dirigint anuncis publicitaris, encara famosos, per a Pillsbury Doughboy i Galetes Ritz, i seqüències del llargmetratge animat de John Korty, Twice Upon a Time. També va crear seqüències de fantasia per a Walter Murch el Return to Oz i a Trencanous: La pelicula de Carroll Ballard (amb dissenys de Maurice Sendak). Quan va crear una aclamada sèrie d'MTV i un premiat capítol pilot de sis minuts per a una sèrie d'animació anomenada Slow Bob in the Lower Dimensions, Selick va cridar l'atenció del director Tim Burton, qui havia conegut a CalArts, i va ser catapultat com a director.

### Malson abans de Nadal (1993)
Selick va debutar en el llargmetratge el 1993 en la producció de Burton, Malson abans de Nadal, el primer llargmetratge en stop-motion d'un gran estudi nord-americà. Si bé la pel·lícula va tenir un èxit modest a taquilla, va rebre aclamacions crítiques i finalment va obtenir la condició de clàssic de culte. Malson abans de Nadal va ser nominada al premi Academy Award als millors efectes visuals i va guanyar el premi Annie de la International Animated Film Society, a la millor supervisió creativa, superant El rei lleó.

### James i el préssec gegant (1996)iMonkeybone (2001)
El 1996, Selick va seguir amb un segon llargmetratge, James i el préssec gegant, la seva adaptació d'stop-motion en directe del llibre clàssic infantil de Roald Dahl. La innovadora pel·lícula va obtenir una àmplia aclamació crítica (Richard Schickel, de la revista Time, va dir que era fins i tot millor que el llibre), i va guanyar el primer premi per a una llargmetratge d'animació al Festival de Cinema d'Animació d'Annecy, el 1997, malgrat els baixos ingressos en taquilla.
La tercera historia de Selick va ser Monkeybone, una animació en directe d'stop-motion d'una adaptació d'un còmic underground. La pel·lícula va ser un fracàs tant comercial com crític.

### Life Aquatic (2004) i Moongirl (2005)
Després de desenvolupar l'animació amb stop-motion del llargmetratge de Wes Anderson The Life Aquatic amb Steve Zissou, Selick es va incorporar a l'estudi d'animació LAIKA de Portland, a Oregon, a mitjans de 2004 com a director supervisor del desenvolupament de llargmetratges. Després de formar part de LAIKA, Selick va dirigir la seva primera pel·lícula d'animació generada per ordinador, el premiat curtmetratge Moongirl, inspiració del llibre infantil amb el mateix nom de Candlewick Press.

### Coraline (2009)
El primer llargmetratge de Selick amb LAIKA va ser Coraline, basada en la novel·la Coraline de l'aclamat autor Neil Gaiman, i publicada el 2009. Va ser la primera pel·lícula en 3D, és a dir, d'animació en moviment estereoscòpic. La pel·lícula va rebre crítiques generalment positives per part dels crítics. Coraline va ser nominada als premis de l'Acadèmia, a BAFTA i als Globus d'Or, ambdós com a millor pel·lícula animada.

### Treball amb Pixar i treball al present
Selick va deixar LAIKA el 2009. El 2010, Selick es va unir amb Pixar i The Walt Disney Company amb un contracte a llarg termini per produir exclusivament pel·lícules de cinema en animació stop motion. Això no només va fer que Selick tornés a les seves arrels originals, sinó que també el va reunir amb nombrosos antics amics i co-animadors. El seu nou estudi, anomenat "Cinderbiter Productions", es va ser descrit per ell mateix com "una nova empresa de stop motion que té com a mandat fer pel·lícules fantàstiques i terrorífiques per a joves amb equips petits i units que es donen suport."
Selick i la primera pel·lícula acordada amb Cinderbiter, va ser un projecte anomenat ShadeMaker i es va publicar el 4 d'octubre de 2013. L'agost de 2012, es va informar que Disney havia deixat de produir amb el projecte, dient que, a causa d' "un punt de vista creatiu i de programació, la pelicula no era on havia de ser per ser llençada a la data prevista". Selick va tenir llavors l'opció de comprar el projecte a un altre estudi.
El 2011, The Shadow King va donar llum verda per produir-se. Després d'invertir 50 milions de dòlars, i a causa de preocupacions no especificades sobre els costos i beneficis futurs, Walt Disney Pictures va cancel·lar el projecte l'agost de 2012, permetent a Selick comprar el projecte en altres estudis. El febrer de 2013, en un comunicat de premsa, Selick va informar que K5 International gestionaria les vendes al Festival Internacional de Cinema de Berlín, festival del mercat cinematogràfic europeu. No se sap quan es realitzarà la pel·lícula. L'agost de 2016, un representant de Selick va dir que la pel·lícula "estava de tornada", mentre que Selick continuà treballant en els seus altres dos projectes: A Tale Dark i Grimm, i Wendell i Wild.
El 28 d'abril de 2012, es va anunciar que Disney havia optat pels drets de la novel·la de Neil Gaiman, The Graveyard Book. Més tard aquell mateix dia, es va anunciar que Selick dirigiria la pel·lícula un cop finalitzada la feina a ShadeMaker. En aquell moment no es va saber si l'adaptació seria d'acció en directe o de stop motion. Després que l'estudi i Selick es quedessin a mitges en planificació i desenvolupament, es va anunciar el gener de 2013 que Ron Howard dirigiria la pel·lícula.
El 16 d'octubre de 2013, es va anunciar que Selick treballaria en una adaptació en directe de la novel·la infantil d'Adam Gidwitz, A Tale Dark and Grimm.
El 3 de novembre de 2015, es va informar que Selick desenvoluparia Wendell i Wild, una nova obra de stop-motion amb Jordan Peele i Keegan-Michael Key basada en una història original de Selick. El 2018, la pel·lícula va ser recollida per Netflix.
El juny de 2017, Selick va dir que dirigia el pilot i els episodis posteriors d'una adaptació de TV de Little Nightmares produïda per Russo Brothers. La data de llançament d'aquesta adaptació no es va revelar.

## Estil i creativitat
Joe Ranft, amic de Selick i algun cop col·laborador, va afirmar el 1999 a una entrevista per a la revista Salon que Selick tenia un temperament "rock 'n" roll i alhora Da Vinci ". En paraules de Ranft: "Encara anirà a la seva oficina a tocar la guitarra o el piano elèctric per alliberar-se i pensar", però al mateix temps Selick actua científicament. "Assoleix una premissa escandalosa, cosa que prové d'un vertader lloc d'ensomni, i després s'aproxima a l'estètica com un enginyer mecànic: què podem construir sobre aquest fonament, com ho podem afrontar? Si tenim un tauró mecànic, com pot matar? Dispararà coses del musell? Ranft va dir que Selick té un regal tan estrany: "Pot articular coses mitjançant l'animació que la gent no podia dir de cap altra manera".

## Filmografia

### Director
- Seepage (1981)
- Slow Bob in the Lower Dimensions (1991) (curtmetratge)
- Malson abans de Nadal (1993)
- James i el préssec gegant (1996)
- Monkeybone (2001) (també productor executiu)
- Moongirl (2005) (curtmetratge)
- Coraline (2009) (també guionista i productor)
- Wendell i Wild (2021) (també guionista i productor)
- Little Nightmares (TBA)(pilot de televisió)

### Altres
- Pete's Dragon (1977) (tweening)
- The Small One (1978) (animador)
- Animalympics (1978) (animador no acreditat)
- The Watcher in the Woods (1980) (dissenyador de l'alien)
- The Fox and the Hound (1981) (animador no acreditat)
- Tron (1982) (artista d'storyboard no acreditat)
- Winnie The Pooh and a Day for Eeyore (1983) (animador no acreditat)
- Twice Upon a Time (1983) (director de seqüència)
- Mickey's Christmas Carol (1983) (animador no acreditat)
- The Black Cauldron (1985) (animador no acreditat)
- Return to Oz (1985) (artista d'storyboard)
- Bàsil, el ratolí detectiu (1986) (animador no acreditat)
- Nutcracker: The Motion Picture (1987) (adaptació visual)
- The Brave Little Toaster (1987) (artista d'storyboard no acreditat)
- MTV ID's: "Gravity", "Butler", "Dollhouse", "Bath", "Haircut", "Xerox" (1987-1990)
- The Life Aquatic with Steve Zissou (2004) (efectes visuals)